# Bánh mì ngũ cốc
Bánh mì ngũ cốc nguyên cám là loại bánh mì nâu được chế biến từ nguyên liệu tổng hợp của các loại ngũ cốc trong đó yêu cầu chung là loại ngũ cốc nguyên cám do đó, bề ngoài của bánh mì ngũ cốc có màu nâu sậm. Đây là một loại thực phẩm lành mạnh và là loại bánh mì đặc biệt bổ dưỡng, cung cấp nhiều năng lượng và các chất dinh dưỡng thiết yếu cho cơ thể nhất là đối với phụ nữ mang thai và có khuyến cáo việc chọn loại bánh mì ngũ cốc thay cho bánh mì trắng trong thực đơn bữa ăn hàng ngày.

## Giá trị
Bánh mì ngũ cốc được làm từ ngũ cốc nguyên nên là một nguồn cung cấp một loạt các chất dinh dưỡng trong đó có carbohydrates trong bánh mì cung cấp một nguồn năng lượng quan trọng cho cơ thể, chiếm 45 đến 65% lượng calo hàng ngày, ngũ cốc nguyên hạt nên chiếm ít nhất một nửa lượng ngũ cốc hàng ngày. bánh mì ngũ cốc cũng chứa phytoestrogen và khoáng chất thiết yếu, bao gồm magiê, selen, đồng và mangan có thể bảo vệ chống lại một số bệnh ung thư, cũng như bệnh tiểu đường (type 2) và bệnh tim.
Bánh mì ngũ cốc nguyên hạt giàu chất xơ giúp cơ thể có cảm giác no lâu nên có thể kiểm soát sự thèm ăn và quản lý lượng calo, chất xơ hòa tan có thể giúp giảm cholesterol đồng thời giảm táo bón và viêm ruột thừa nguyên nhân là bánh mì làm từ ngũ cốc nguyên cám và ngũ cốc chứa rất nhiều chất xơ, giúp bạn giảm cân khiến cảm thấy no lâu hơn và hỗ trợ hệ tiêu hóa
Bánh mì ngũ cốc chứa nhiều vitamin B giúp chống một số bệnh như tê phù  đồng thời bánh mì ngũ cốc nguyên hạt và các loại ngũ cốc sẽ bổ sung axit folic, sắt, chất xơ hơn cho mẹ bầu so với bánh mì trắng, các chất dinh dưỡng này sẽ giúp bé tránh khỏi dị tật ống thần kinh.